# 香山碧
香山 碧（かやま あお、1984年5月7日 - ）は、東京都出身のタレント、女優。

## 来歴・人物
身長154cm、B81cm-W55cm-H80cm。血液型はO型。趣味︰猫と遊ぶこと。2008年4月にミル・ヴィサージュ アジャンスからソニー・ミュージックアーティスツに所属事務所を移籍した。

## 出演

### テレビ
- タモリのジャポニカロゴス（2007年、フジテレビ）アシスタント
- MAGISTER NEGI MAGI 魔法先生ネギま!（2007年、テレビ東京） - 椎名桜子役

### その他
- 2006年度リネージュガール（エヌ・シー・ジャパン） - ダークエルフ